# Daphne angustiloba
Daphne angustiloba är en tibastväxtart som beskrevs av Alfred Rehder. Daphne angustiloba ingår i släktet tibaster, och familjen tibastväxter. Inga underarter finns listade i Catalogue of Life.